# Палата представителей Нигерии
Палата представителей Нигерии (англ. House of Representatives of Nigeria) — нижняя палата парламента Нигерии.

## История
Палата представителей является нижней палатой парламента Нигерии. Всего 360 депутатов. Депутаты избираются по мажоритарной системе относительного большинства. Срок полномочий всех депутатов — 4 года.

## Результаты выборов 12 апреля 2003 года
| Партии                                      | Палата представителей Нигерии | Палата представителей Нигерии | Палата представителей Нигерии | Сенат Нигерии | Сенат Нигерии |
| Партии                                      | %                             | Места                         | %                             | Места         |               |
| ------------------------------------------- | ----------------------------- | ----------------------------- | ----------------------------- | ------------- | ------------- |
| Народно-демократическая партия Нигерии      | 54.5                          | 223                           | 53.7                          | 76            |               |
| Всенигерийская народная партия              | 27.4                          | 96                            | 27.9                          | 27            |               |
| Альянс за демократию                        | 8.8                           | 34                            | 9.7                           | 6             |               |
| Объединенная нигерийская народная партия    | 2.8                           | 2                             | 2.7                           | -             |               |
| Национальная демократическая партия         | 1.9                           | 1                             | 1.6                           | -             |               |
| Всепрогрессивный великий альянс             | 1.4                           | 2                             | 1.5                           | -             |               |
| Партия искупления народа                    | 0.8                           | 1                             | 0.7                           | -             |               |
| незанятое место                             |                               | 1                             |                               |               |               |
| Всего (процентное соотношение: 50.0/49.2 %) |                               |                               | 360                           |               | 109           |
|                                             |                               |                               |                               |               |               |